# Agnès Saal
Pour les articles homonymes, voir Saal.
Agnès Saal, née le 8 décembre 1957 à Tunis, est une haute fonctionnaire française.
Elle a fait la plus grande partie de sa carrière au sein du ministère français de la Culture, mais également au sein de plusieurs institutions culturelles françaises. Elle est condamnée en 2016 pour détournement de fonds publics.

## Biographie

### Famille et études
Agnès Saal est la fille d’un commerçant en textile du souk de Tunis et d’une mère issue d'une famille de banquiers et de financiers originaires d'Italie, tous deux de familles juives installées en Tunisie depuis des générations, précédant la colonisation française. Après la guerre des Six Jours en 1967, ses parents, inquiets, préfèrent partir pour la France.
Agnès Saal étudie à l'Institut d’études politiques de Paris (IEP)(promotion 1978, section Relations internationales) et intègre l'École nationale d'administration (promotion Solidarité, 1983).

### Carrière professionnelle
Elle est nommée au ministère de la Culture et devient cheffe du bureau de l'art lyrique à la direction de la musique, puis secrétaire générale de la Direction du développement culturel et enfin chargée de mission auprès du chef du service du personnel et des affaires sociales de la direction de l'administration générale.
En 1990, elle effectue sa mobilité au Conseil d'État.
Elle est nommée directrice administrative et financière du Centre national de la cinématographie (1990-1997).
Elle travaille ensuite au cabinet de plusieurs ministres de la Culture successifs du gouvernement Lionel Jospin : auprès de Catherine Trautmann comme conseillère budgétaire (1997-1998) puis directrice adjointe du cabinet (1998-2000) et à cette même fonction auprès de Catherine Tasca (2000-2001).
De février 2001 à août 2007, elle est directrice générale de la Bibliothèque nationale de France. Puis, de 2007 à 2014, elle est directrice générale du Centre Pompidou.
Son nom circule pour être sa directrice de cabinet quand Aurélie Filippetti, dont elle est proche, est nommée ministre, poste qui est finalement attribué à Laurence Engel.
En avril 2014, la ministre de la Culture, Aurélie Filippetti, annonce la nomination d'Agnès Saal au poste de présidente de l'Institut national de l'audiovisuel. Nommée par décret du 30 avril, elle succède le 12 mai suivant à Mathieu Gallet qui devient président de Radio-France. Elle s'engage à « une gestion janséniste ». Le 28 avril 2015, Agnès Saal présente sa démission sur demande de la ministre après des révélations sur des factures de taxi.
À la suite de sa démission, elle retrouve un poste au ministère de la Culture, où elle est « chargée de mission sur les questions de gestion prévisionnelle des emplois et des compétences, ». Marylise Lebranchu, ministre de la Fonction publique, dit comprendre toutes les réactions liées au nouvel emploi d'Agnès Saal, mais explique que « les fonctionnaires ne peuvent pas être révoqués du jour au lendemain par un ministre pour des raisons politiques ».
Fin août 2018, elle est nommée haut fonctionnaire à l'égalité, à la diversité et à la prévention des discriminations, auprès du secrétaire général du ministère de la Culture pour une durée de trois ans. De août 2021 à août 2024, elle occupe le poste de haut fonctionnaire à la responsabilité sociale des organisations, auprès du secrétaire général du ministère de la Culture . En juin 2024, le ministère de la culture annonce que son mandat n'est pas reconduit, ce qui est perçu avec inquiétude dans le milieu culturel, et dénoncé comme un « débarquement très politique » par Libération. Irène Basilis la remplace.

### Condamnation pour détournement de fonds publics
En avril 2015, Le Figaro, repris par de nombreux médias français, révèle qu’Agnès Saal serait suspectée d'un possible détournement de biens publics consécutif à ses notes de taxi. Plus de 40 000 euros de frais de déplacement auraient été facturés à l'INA en dix mois. Son fils aurait également bénéficié indûment de plus de 6 700 euros de frais de taxi pour ses déplacements privés. Mis au jour par un rapport anonyme aux administrateurs de l'INA et sous la pression de l'opinion, ces frais extrêmement élevés ont amené leur auteur à immédiatement rendre des comptes à ses collaborateurs et à s'engager à rembourser tout ce qui relevait des déplacements privés. Par ailleurs une enquête interne a été diligentée au sein de l'INA pour identifier le lanceur d'alerte.
Parmi les reproches sur ces notes de taxi, figure celui que, comme présidente de l'INA, elle a une voiture de fonction avec chauffeur ; son explication à ce sujet est qu'elle « ne peu[t] pas le faire travailler douze à quinze heures par jour ni les week-ends », qu'elle a un abonnement de taxi, n'a pas de permis de conduire et que le dispositif préexistait avant sa nomination,.
À la suite de ces révélations, l'association de lutte contre la corruption Anticor menace de saisir la justice si Agnès Saal ne démissionne pas, tandis que la ministre de la Culture Fleur Pellerin demande le remboursement intégral de ces frais de déplacement, la CFDT INA appelant à un contrôle de l’Inspection générale des finances. En revanche, la CGT-Culture exprime son soutien à l'égard d'Agnès Saal.
Elle démissionne finalement de ses fonctions, à la demande de Fleur Pellerin, le 28 avril 2015,. Début juin, la ministre décide de saisir la justice sur le sujet.
Ses avocats indiquent qu'Agnès Saal a remboursé une partie des frais de taxis (15 940 €, dont les 6 700 € dépensés par son fils et 5 840 € de « déplacements de nature privée ») et « que l'ensemble des frais de taxis de leur cliente « sont inférieurs au montant des moyens qui [lui] étaient proposés », à savoir un second chauffeur, dont « le coût annuel […] aurait été de 62 000 euros » hors frais liés à l'usage de la voiture. »
Dans une tribune publiée dans Libération le 10 juin 2015, trois des anciens « patrons » d’Agnès Saal, Jean-Noël Jeanneney (ancien président de la BnF), Alain Seban (ancien président du Centre Pompidou) et Dominique Wallon (ancien directeur général du CNC), dénoncent son « lynchage », témoignant de ses compétences professionnelles et « de son engagement sans limites en faveur de l’intérêt collectif ».
Le 4 juin 2015, le parquet de Créteil indique qu'Agnès Saal est suspectée d'avoir fait usage de taxis pour des motifs « non exclusivement professionnels » lors de son précédent poste en tant que directrice générale du Centre national d'art et de culture Georges-Pompidou,.
D'après Renaud Revel, dans un billet publié le 23 juin 2015 sur son blog Immédias hébergé par Lexpress.fr, les enquêteurs chargés de l'affaire auraient recensé près de 400 000 euros de notes de taxi durant ses sept années à la direction du Centre Pompidou. Ces notes de frais seraient toujours en cours de vérification. Selon le Centre Pompidou, interrogé par Le Figaro, « le chiffre avancé par L'Express n'est pas exact », mais il ne souhaite pas intervenir davantage, la procédure étant en cours. Toujours selon ce journal, le montant serait plutôt de 90 000 euros pour sept ans, dont 38 000 euros pour la période allant de janvier 2013 à avril 2014.
Début janvier 2016, elle est exclue temporairement par décret de la fonction publique pour 2 ans, dont 6 mois ferme sans traitement.
Le 11 avril 2016, elle est convoquée devant le tribunal correctionnel dans le cadre d'une procédure de « plaider-coupable », accusée « d’avoir détourné 23 788,46 euros (hors taxes) de fonds publics entre mai 2014 et avril 2015 » lorsqu'elle était présidente de l'INA. Les courses en taxi bénéficiaient essentiellement à ses enfants. Agnès Saal est condamnée à 150 jours-amende (à 30 euros par jour, soit 4 500 euros d'amende) et 3 000 euros de dommages-intérêts au profit d'Anticor auxquels s'ajoutent trois mois de prison avec sursis pour des faits similaires lorsqu'elle était directrice du centre Georges-Pompidou. En 2019, il lui est interdit de porter la Légion d'honneur et l'ordre national du Mérite pendant deux ans.

## Vie privée
Agnès Saal est mère de trois enfants. Elle a été mariée avec l'historien Pascal Ory ; le couple a eu une fille.

## Décorations
- Chevalier de la Légion d'honneur (2005, suspendue pour 2 ans en juillet 2019)[38],[39]. Sa promotion au grade d'officier (2015) a finalement été annulée[40],[41].
- Officier de l'ordre national du Mérite (2009, suspendue pour 2 ans en juillet 2019)[42],[43].